# 레코파 수다메리카나
레코파 수다메리카나(스페인어: Recopa Sudamericana, 포르투갈어: Recopa Sul-Americana 헤코파 술아메리카나[*])는 남미 축구 연맹(CONMEBOL)의 코파 리베르타도레스 우승 팀과 코파 수다메리카나 우승 팀 사이에 벌어지는 슈퍼컵 이벤트이다. 유럽 축구 연맹의 UEFA 슈퍼컵과 비슷한 성격을 띠고 있으며 홈 앤 어웨이 방식으로 진행된다.

## 역사
레코파 수다메리카나는 1989년부터 1998년까지 코파 리베르타도레스 우승 팀과 수페르코파 수다메리카나 우승 팀 사이의 번외 경기로 이루어진 이벤트였다.
수페르코파 수다메리카나가 1997년 대회를 끝으로 폐지되면서 1999년부터 2002년까지는 대회가 열리지 않았다. 그러던 중에 2002년 코파 수다메리카나가 탄생하면서 레코파 대회도 2003년 미국 로스앤젤레스에서 다시 열리게 되었다. 2004년 대회 역시 미국의 포트로더데일에서 열렸지만, 2005년 대회부터는 두 참가 팀의 홈 앤 어웨이 방식으로 진행되고 있다.

## 역대 대회
| 시즌 | 우승                                     | 득점                                                    | 준우승                                   | 비고                                                                                           |
| ---- | ---------------------------------------- | ------------------------------------------------------- | ---------------------------------------- | ---------------------------------------------------------------------------------------------- |
| 1989 | 나시오날                                 | 1 - 0 / 0 - 0 종합 전적 1 - 0                           | 라싱                                     | 1차전 (1월 31일) 우루과이 몬테비데오 2차전 (2월 6일) 아르헨티나 부에노스아이레스               |
| 1990 | 보카 주니어스                            | 1 - 0                                                   | 아틀레티코 나시오날                      | (3월 17일) 미국 마이애미                                                                       |
| 1991 | 올림피아                                 | 올림피아                                                | 올림피아                                 |                                                                                                |
| 1992 | 콜로-콜로                                | 0 - 0 (승부차기 5 - 4)                                  | 크루제이루                               | (4월 19일) 일본 고베                                                                           |
| 1993 | 상파울루                                 | 2 - 0 / 3 - 0 종합 전적 5 - 0                           | 크루제이루                               | 1차전 (9월 26일) 브라질 상파울루 2차전 (9월 29일) 브라질 벨루오리존치                          |
| 1994 | 상파울루                                 | 3 - 1                                                   | 보타포구                                 | (4월 3일) 일본 고베                                                                            |
| 1995 | 인데펜디엔테                             | 1 - 0                                                   | 벨레스 사르스피엘드                      | (4월 9일) 일본 도쿄                                                                            |
| 1996 | 그레미우                                 | 4 - 1                                                   | 인데펜디엔테                             | (4월 7일) 일본 고베                                                                            |
| 1997 | 벨레스 사르스피엘드                      | 1 - 1 (승부차기 4 - 2)                                  | 리버 플레이트                            | (4월 13일) 일본 도쿄                                                                           |
| 1998 | 크루제이루                               | 2 - 0 / 3 - 0 종합 전적 5 - 0                           | 리버 플레이트                            | 1차전 (1999년 8월 3일) 브라질 벨루오리존치 2차전 (1999년 9월 23일) 아르헨티나 부에노스아이레스 |
| 1999 | 수페르코파 수다메리카나 폐지로 대회 중단 | 수페르코파 수다메리카나 폐지로 대회 중단                | 수페르코파 수다메리카나 폐지로 대회 중단 | 수페르코파 수다메리카나 폐지로 대회 중단                                                       |
| 2000 | 수페르코파 수다메리카나 폐지로 대회 중단 | 수페르코파 수다메리카나 폐지로 대회 중단                | 수페르코파 수다메리카나 폐지로 대회 중단 | 수페르코파 수다메리카나 폐지로 대회 중단                                                       |
| 2001 | 수페르코파 수다메리카나 폐지로 대회 중단 | 수페르코파 수다메리카나 폐지로 대회 중단                | 수페르코파 수다메리카나 폐지로 대회 중단 | 수페르코파 수다메리카나 폐지로 대회 중단                                                       |
| 2002 | 수페르코파 수다메리카나 폐지로 대회 중단 | 수페르코파 수다메리카나 폐지로 대회 중단                | 수페르코파 수다메리카나 폐지로 대회 중단 | 수페르코파 수다메리카나 폐지로 대회 중단                                                       |
| 2003 | 올림피아                                 | 2 - 0                                                   | 산로렌소                                 | (7월 12일) 미국 로스앤젤레스                                                                   |
| 2004 | 시엔시아노                               | 1 - 1 (승부차기 4 - 2)                                  | 보카 주니어스                            | (9월 7일) 미국 포트로더데일                                                                    |
| 2005 | 보카 주니어스                            | 3 - 1 / 1 - 2 종합 전적 4 - 3                           | 온세 칼다스                              | 1차전 (8월 24일) 아르헨티나 부에노스아이레스 2차전 (8월 31일) 콜롬비아 마니살레스              |
| 2006 | 보카 주니어스                            | 2 - 1 / 2 - 2 종합 전적 4 - 3                           | 상파울루                                 | 1차전 (9월 7일) 아르헨티나 부에노스아이레스 2차전 (9월 14일) 브라질 상파울루                   |
| 2007 | 인테르나시오나우                         | 1 - 2 / 4 - 0 종합 전적 5 - 2                           | 파추카                                   | 1차전 (5월 31일) 멕시코 파추카 2차전 (6월 7일) 브라질 포르투알레그리                           |
| 2008 | 보카 주니어스                            | 3 - 1 / 2 - 2 종합 전적 5 - 3                           | 아르세날                                 | 1차전 (8월 13일) 아르헨티나 아베야네다 2차전 (8월 27일) 아르헨티나 부에노스아이레스            |
| 2009 | LDU 키토                                 | 1 - 0 / 3 - 0 종합 전적 4 - 0                           | 인테르나시오나우                         | 1차전 (6월 25일) 브라질 포르투알레그리 2차전 (7월 9일) 에콰도르 키토                           |
| 2010 | LDU 키토                                 | 2 - 1 / 0 - 0 종합 전적 2 - 1                           | 에스투디안테스                           | 1차전 (8월 25일) 에콰도르 키토 2차전 (9월 8일) 아르헨티나 부에노스아이레스                     |
| 2011 | 인테르나시오나우                         | 1 - 2 / 3 - 1 종합 전적 4 - 3                           | 인데펜디엔테                             | 1차전 (8월 10일) 아르헨티나 아베야네다 2차전 (8월 24일) 브라질 포르투알레그리                  |
| 2012 | 산투스                                   | 2 - 0 / 0 - 0 종합 전적 2 - 0                           | 우니베르시다드 데 칠레                   | 1차전 (8월 22일) 칠레 산티아고 2차전 (9월 26일) 브라질 상파울루                                |
| 2013 | 코린치앙스                               | 2 - 1 / 2 - 0 종합 전적 4 - 1                           | 상파울루                                 | 1차전 (7월 3일) 브라질 상파울루 2차전 (7월 17일) 브라질 상파울루                               |
| 2014 | 아틀레치쿠 미네이루                      | 1 - 0 / 4 - 3 (연장전) 종합 전적 5 - 3                  | 라누스                                   | 1차전 (7월 16일) 아르헨티나 라누스 2차전 (7월 23일) 브라질 상파울루                            |
| 2015 | 리버 플레이트                            | 1 - 0 / 1 - 0 종합 전적 2 - 0                           | 산로렌소                                 | 1차전 (2월 6일) 아르헨티나 부에노스아이레스 2차전 (2월 11일) 아르헨티나 부에노스아이레스       |
| 2016 | 리버 플레이트                            | 0 - 0 / 2 - 1 종합 전적 2 - 1                           | 산타페                                   | 1차전 (8월 18일) 콜롬비아 보고타 2차전 (8월 25일) 아르헨티나 부에노스아이레스                  |
| 2017 | 아틀레티코 나시오날                      | 1 - 2 / 4 - 1 종합 전적 5 - 3                           | 샤페코엔시                               | 1차전 (4월 4일) 브라질 샤페코 2차전 (5월 10일) 콜롬비아 메데인                                 |
| 2018 | 그레미우                                 | 1 - 1 / 0 - 0 (연장전) 종합 전적 1 - 1 (승부차기 5 - 4) | 인데펜디엔테                             | 1차전 (2월 14일) 아르헨티나 아베야네다 2차전 (2월 21일) 브라질 포르투알레그리                  |
| 2019 | 리버 플레이트                            | 0 - 1 / 3 - 0 종합 전적 3 - 1                           | 아틀레치쿠 파라나엔시                    | 1차전 (5월 22일) 브라질 쿠리치바 2차전 (5월 30일) 아르헨티나 부에노스아이레스                  |
| 2020 | 플라멩구                                 | 2 - 2 / 3 - 0 종합 전적 5 - 2                           | 인데펜디엔테 델 바예                     | 1차전 (2월 19일) 에콰도르 키토 2차전 (2월 26일) 브라질 리우데자네이루                          |
| 2021 | 데펜사 이 후스티시아                     | 1 - 2 / 2 - 1 종합 전적 3 - 3 (승부차기 4 - 3)          | 파우메이라스                             | 1차전 (4월 7일) 아르헨티나 플로렌시오바렐라 2차전 (4월 14일) 브라질 브라질리아                 |
| 2022 | 파우메이라스                             | 2 - 2 / 2 - 0 종합 전적 4- 2                            | 파라나엔시                               | 1차전 (2월 23일) 브라질 쿠리치바 2차전 (3월 2일) 브라질 상파울루                               |
| 2023 | 인데펜디엔테 델 바예                     | 1 - 0 / 0 - 1 종합 전적 1 - 1 (승부차기 5 - 4)          | 플라멩구                                 | 1차전 (2월 21일) 에콰도르 키토 2차전 (2월 28일) 브라질 리우데자네이루                          |

각주
1. ↑  1990년 레코파 수다메리카나는 과중한 경기 일정을 피하기 위해 미국 마이애미에서 단판 승부 형식으로 진행되었다.
2. ↑  올림피아가 1990년 코파 리베르타도레스와 1990년 수페르코파 수다메리카나에서 동시에 우승함에 따라 올림피아가 1991년 레코파 수다메리카나에서 우승한 것으로 처리되었다.
3. 1 2  1993년 레코파 수다메리카나는 과중한 경기 일정을 피하기 위해 캄페오나투 브라질레이루 세리이 A(Campeonato Brasileiro Série A)의 일부로 진행되었다.
4. ↑  상파울루가 1993년 코파 리베르타도레스와 1993년 수페르코파 수다메리카나에서 동시에 우승함에 따라 1993년 코파 CONMEBOL 우승 팀인 보타포구가 남미 축구 연맹(CONMEBOL)의 초청을 받으면서 참가했다.
5. 1 2  1998년 레코파 수다메리카나는 과중한 경기 일정을 피하기 위해 1999년 코파 메르코수르의 일부로 진행되었다.

## 통계

### 클럽별 우승 횟수
| 클럽                   | 우승 횟수 | 준우승 횟수 | 우승 시즌              | 준우승 시즌      |
| ---------------------- | --------- | ----------- | ---------------------- | ---------------- |
| 보카 주니어스          | 4         | 1           | 1990, 2005, 2006, 2008 | 2004             |
| 리버 플레이트          | 3         | 2           | 2015, 2016, 2019       | 1997, 1998       |
| 상파울루               | 2         | 2           | 1993, 1994             | 2006, 2013       |
| 인테르나시오나우       | 2         | 1           | 2007, 2011             | 2009             |
| 올림피아               | 2         | 0           | 1991, 2003             | —                |
| LDU 키토               | 2         | 0           | 2009, 2010             | —                |
| 그레미우               | 2         | 0           | 1996, 2018             | —                |
| 인데펜디엔테           | 1         | 3           | 1995                   | 1996, 2011, 2018 |
| 크루제이루             | 1         | 2           | 1998                   | 1992, 1993       |
| 벨레스 사르스피엘드    | 1         | 1           | 1997                   | 1995             |
| 아틀레티코 나시오날    | 1         | 1           | 2017                   | 1990             |
| 플라멩구               | 1         | 1           | 2020                   | 2023             |
| 파우메이라스           | 1         | 1           | 2022                   | 2021             |
| 인데펜디엔테 델 바예   | 1         | 1           | 2023                   | 2020             |
| 나시오날               | 1         | 0           | 1989                   | —                |
| 콜로-콜로              | 1         | 0           | 1992                   | —                |
| 시엔시아노             | 1         | 0           | 2004                   | —                |
| 산투스                 | 1         | 0           | 2012                   | —                |
| 코린치앙스             | 1         | 0           | 2013                   | —                |
| 아틀레치쿠 미네이루    | 1         | 0           | 2014                   | —                |
| 데펜사 이 후스티시아   | 1         | 0           | 2021                   | —                |
| 산로렌소               | 0         | 2           | —                      | 2003, 2015       |
| 아틀레치쿠 파라나엔시  | 0         | 2           | —                      | 2019, 2022       |
| 라싱                   | 0         | 1           | —                      | 1989             |
| 보타포구               | 0         | 1           | —                      | 1994             |
| 온세 칼다스            | 0         | 1           | —                      | 2005             |
| 파추카                 | 0         | 1           | —                      | 2007             |
| 아르세날               | 0         | 1           | —                      | 2008             |
| 에스투디안테스         | 0         | 1           | —                      | 2010             |
| 우니베르시다드 데 칠레 | 0         | 1           | —                      | 2012             |
| 라누스                 | 0         | 1           | —                      | 2014             |
| 산타페                 | 0         | 1           | —                      | 2016             |
| 샤페코엔시             | 0         | 1           | —                      | 2017             |
| 인데펜디엔테 델 바예   | 0         | 1           | —                      | 2020             |
| 파우메이라스           | 0         | 1           | —                      | 2021             |

### 국가별 우승 횟수
| 국가       | 우승 횟수 | 준우승 횟수 |
| ---------- | --------- | ----------- |
| 브라질     | 12        | 11          |
| 아르헨티나 | 10        | 13          |
| 에콰도르   | 3         | 1           |
| 파라과이   | 2         | 0           |
| 콜롬비아   | 1         | 3           |
| 칠레       | 1         | 1           |
| 우루과이   | 1         | 0           |
| 페루       | 1         | 0           |
| 멕시코     | 0         | 1           |

### 대회별 우승 횟수
| 대회                    | 우승 횟수 | 준우승 횟수 |
| ----------------------- | --------- | ----------- |
| 코파 리베르타도레스     | 21        | 10          |
| 코파 수다메리카나       | 7         | 14          |
| 수페르코파 수다메리카나 | 5         | 5           |
| 코파 CONMEBOL           | 0         | 1           |

## 같이 보기
- 코파 리베르타도레스
- 코파 수다메리카나